# Lijst van omroepers
Dit is een lijst van omroep(st)ers die op de Nederlandse of Vlaamse televisie of radio de komende programma's aankondig(d)en.

## Geschiedenis Nederland
In Nederland waren omroepers of omroepsters tot halverwege de jaren 90 te zien op Nederland 1, 2 en 3. De VPRO was de eerste omroep die experimenteerde met 'stem buiten beeld' en de omroepers enkel in beeld bracht voor speciale gelegenheden. Toen de NOS op 4 april 1988 begon met uitzenden op de nieuwe zender Nederland 3 schafte de omroep het fenomeen omroepsters af. De aankondigingen voor Schooltv werden tot 1998 verzorgd door de omroepsters. RTL-Véronique maakte toen ook gebruik van de omroepster, wat duurde tot 14 februari 1990. Op 28 september 1992 werden de omroepsters op Nederland 1 (AVRO, KRO en NCRV) ingeruild voor bumpers en zenderprofilering. Een jaar later stopte de VARA als laatste omroep op Nederland 3 met omroepsters. Tussen de VPRO en de NOS werd de VARA-omroepster op Nederland 3 gezien als stijlbreuk. In september 1996 stopte de EO met de omroepsters. De TROS nam op 1 september 2000 als laatste grote publieke omroep afscheid van de omroepsters. Bij Yorin (voor 2 april 2001 Veronica) bleven de omroepsters tot en met 30 maart 2003 op het scherm.
Behalve op televisie waren er ook op de radio omroepers en omroepsters te beluisteren. Dit beroep heeft bij de meeste omroepen stand gehouden tot het begin van de jaren tachtig van de twintigste eeuw. Onder anderen Guus Weitzel (AVRO), Jan Boots (AVRO), Henk van den Berg (AVRO), Ger Lugtenburg (AVRO), Lex Braamhorst (AVRO), Léon Povel (KRO) en Henk Mouwe (NCRV) waren bekende radio-omroepers.
Sinds 2007 hanteerde het digitale televisiekanaal Spirit 24 van de NCRV korte tijd weer een omroeper: Lex Bohlmeijer.

## Geschiedenis Vlaanderen
In Vlaanderen maakt de commerciële zender VTM sinds de start in 1989 gebruik van uitsluitend vrouwelijke omroepsters. De meesten kregen ook een of meerdere eigen programma's. Kanaal2, het zusterstation van VTM, gebruikte enkel een periode eind jaren negentig omroepsters. Voor de rest worden programma's aangekondigd zonder dat er iemand in beeld is.
Toen het andere Vlaamse commerciële station VT4 van start ging in 1995 werden de programma's aangekondigd door zogenaamde vj's (video jockeys), naar analogie van dj's op de radio. Dat waren o.a. Isabelle A en Tom Van Landuyt. Dat duurde maar enkele maanden, daarna werden omroepsters jarenlang van het scherm verbannen. Vele restylingen later kwamen er terug op het VT4-scherm. Zusterstation Vijftv kende tot nu toe geen omroepsters.
Op het publieke televisienet Eén komt slechts vier keer per avond de omroepster in beeld. Voor de rest is alleen een stem te horen. In het verleden werd ook op het tweede VRT-televisienet gebruikgemaakt van omroepers/omroepsters, toen het nog "BRTN TV2" heette. Dat was van 1994 tot 1997, tot vlak voor de omvorming naar Canvas/Ketnet.
Op 16 juli 2015 nam de VRT afscheid van de laatste vier omroepsters. Sindsdien worden de programma's op de achtergrond aangekondigd.
In de week van 28 januari 2019 maakten de omroep(st)ers kortstondig een comeback op VTM vanwege de dertigste verjaardag van de zender. Achtereenvolgend waren Nathalie Meskens, Ruth Beeckmans, Niels Destadsbader, An Lemmens en Anne De Baetzelier te zien.

## Bekende omroepers en omroepsters in Nederland

### Televisie
Tussen haakjes staan de omroep(en) waar de omroep(st)er heeft gewerkt. Omroepers van de NOS kondigden in het verleden ook de programma's aan van de NOT en Teleac.
- Namira Abdul Mujeeb (NMO 1999-2000)
- Rashied Alibux (NMO 1998)
- Joop Allema (1951; allereerste tv-omroepster VARA)
- André Accord (NOT, Teleac/NOT 1996-1998)
- Thoma Adelaar (KRO 1966-1968)
- Marjolijn Akkermans (KRO 1988-1992), (NOT, Teleac/NOT 1992-1998)
- Dodi Apeldoorn (RVU 1983-1988)
- Sharmila Badloe (OHM 1997-2000)
- Anneke Bakker (TROS 1978-1982), (NOS 1988-1995, enkele malen), (TV Plus 1992-1995)
- Sonja Barend (NTS 1966-1967)
- Marijke Benkhard (Veronica 1978-1990)
- Hetty Bennink (TV Noordzee 1964)
- Lily van den Bergh (VPRO 1962-1968)
- Elles Berger (VARA) (1959-1989)
- Marjan Bierenbroodspot (TV Noordzee 1964), (TROS 1967-1969)
- Leonie van Bladel (VPRO 1966-1973)
- Marlot Bloemhard (TROS 1984-1989)
- Dieuwertje Blok (KRO 1980-1985)
- Susan Blokhuis (TROS 1995-1998), (TV Plus 1995)
- Vivian Boelen (Veronica 1977-1980)
- Sophia de Boer (Veronica 1989-1991), (TV10 1996)
- Peter Boers (VARA 1979-1982)
- Lex Bohlmeijer (NCRV /Geloven)
- Arie Boomsma (Yorin 2002-2003)
- Wim Bosboom (TROS 1989; eenmalig invaller)
- Judith Bosch (NCRV)
- Slima Boudour (NMO 1998-1999)
- Mies Bouwman (KRO 1951-1953), (AVRO 1954-1956)
- Ansje van Brandenberg (NCRV 1956-1964)
- Anouk Brandts (TROS 1986-1988)
- Ria Bremer (AVRO 1966-1970)
- Antoinette van Brink (VPRO 1963-1964), (NTS 1964), (KRO 1970-1980)
- Quinty van den Broek (Quinty Trustfull) (Veronica/Yorin 1994-2001)
- Mariëtte Bruggeman (KRO 1982-1989), (RTL Véronique 1989-1990)
- Judith de Bruijn (AVRO 1989-1992)
- Ellen Brusse (TROS 1980-1996)
- Els Buitendijk (NCRV 1963-1966, 1972-1974)
- Nila Choenni  (Feduco 1986-1988)
- Dennie Christian (TROS 1985; eenmalig invaller)
- Tom Collins (Veronica 1976-1977)
- Lenie Couvée (NCRV 1973-1983)
- Pita Croy (NOT 1990-1992; enkele malen)
- Ria Dalmeijer (NTS/NOS 1967-1974)
- Daphne Deckers (Veronica 1984-1985)
- Pauline Dekker (RTL Véronique 1989-1990), (AVRO 1990-1991), (Veronica 1993-2000)
- Floortje Dessing (Veronica 1996-1997)
- Lamia Diamene (NMO 1999-2000)
- Peter van Dijk (NOS 1974-1978)
- Ati Dijckmeester (VARA 1978)
- Mieke van Dillen (VPRO 1954; eenmalig)
- Verti Dixon (VPRO 1955-1965)
- Willy Dobbe (NOS 1967-1972), (TROS 1976; invalster)
- Karel van Doodewaard (TROS 1998; eenmalig gastomroeper)
- L.B. Doon (VPRO 1954; eenmalig)
- Karin Douma (NCRV 1992)
- Ingrid Drissen (AVRO 1974-1980)
- André van Duin (TROS 1985, 1989 gastomroeper)
- Esther Duller (Veronica/Yorin 1995-2003)
- Pascalle van Egeraat (Veronica/Yorin 1997-2003)
- Anne van Egmond (KRO 1966-1967)
- Anneke Eldering (KRO 1961-1966)
- Viola van Emmenes (Viola Holt) (AVRO 1968-1969), (NOS 1969-1981)
- Rieke van Epen (NCRV 1963-1972)
- Monique van Erp (TROS 1972-1979)
- Annerie Flach-Swaneveld (VPRO 1956-1962; invalster)
- Borka Florentinus (TV Plus 1995-1996)
- Laura Fygi (TROS 1998; eenmalig gastomroepster)
- Birgit Gantzert (AVRO 1989-1992)
- Jerusha Geelhoed (TROS 1997-2000)
- Marianne Glashouwer (EO 1970-1991)
- Myrna Goossen (AVRO 1985-1990)
- Bea de Graaf (NTS 1959)
- Tineke de Groot (KRO 1980-1984)
- Lous Haasdijk (AVRO 1969-1975)
- Yvonne Habets (TROS 1998; eenmalig gastomroepster)
- Patricia Haye (TROS 1989-1994)
- Barbara van Helsdingen (TROS 1990)
- Yvonne Hermans (KRO 1953-1957)
- Lisette Hordijk (NCRV 1975-1991)
- Peet Hoffmanns (NOT 1992)
- Ilona Hofstra (NOT & Teleac 1977; eenmalig gastomroepster als Akke Hofstra), (AVRO 1977-1979)
- Merel Holl (VARA 1993), (TV Plus 1993-1996)
- Lonneke Hoogland (AVRO 1964-1968)
- Céline van Hoorn (NCRV 1989)
- Celine Huijsmans (Veronica 2019)
- Diane van Hulst (NCRV 1967-1984)
- Ralph Inbar (TROS 1985; eenmalig invaller)
- Ghita Joegal (OHM) (1993-2004)
- Jantine de Jonge (NOS, NOT, Teleac/NOT 1966-1998), (Feduco 1986-1988)
- Astrid Joosten (VARA 1983-1987) (TROS 1989; eenmalig invalster)
- Pim Juffermans (NOS/Teleac eind jaren '70 & begin jaren '80; invaller)
- Jan Keizer (TROS 1998; eenmalig gastomroeper)
- Marjon Keller (TROS 1992)
- Gabrina Kikkert (TROS 1986-1989)
- Ineke Klaarhamer (KRO 1960-1963)
- Judith de Klijn (Veronica 1991-1996)
- Andries Knevel (EO 1995)
- Wim de Knijff (EO 1977-1983; invaller)
- Fred Knol (Philips Experimentele Televisie 1948)
- Tanja Koen (NCRV 1951-1962)
- Roel Koeners (VARA 1988-1991)
- Machteld Kooij (KRO 1990-1992)
- Roeland Kooijmans (AVRO 1988-1991)
- Fija Koopmans (TROS 1971)
- Karin Kraaykamp (VARA 1955-1960)
- Hatice Kursun (NMO 1998)
- Jan Douwe Kroeske (VARA 1989)
- Maud van der Kroon (KRO 1985-1992), (NOT 1989-1992)
- Bert Kuizenga (TROS 1998; eenmalig gastomroeper)
- Henriëtte Laan (EO 1976-1996)
- Annet de Lange (TROS 1978; invalster)
- Desirée Latenstein (Veronica 1990-1993)
- Bert van Leeuwen (EO 1984-1996)
- Jetta van Leeuwen (VARA 1961-1972)
- Maya Leishna-Joeglal (OHM 1993)
- Hannie Lips (KRO 1954-1966)
- Thessa Lodewijks (TROS 1993-1998)
- Yvonne Loeber (KRO 1958, 1962-1966)
- Renee Loeffen (Veronica 1983-1992)
- Nanda Lofvers (Veronica 1997-2000)
- Will Luikinga (Veronica 1985)
- Pauline Lumalessil (EO 1985)
- Jaap van Meekren (AVRO)
- Patricia Messer (AVRO 1979-1985)
- Lenie van der Meulen (NTS 1966)
- Heleen van Meurs (AVRO 1953-1955)
- Rita Middelbos (NOT 1989; eenmalig)
- Astris Moermans (RVU 1984-1987)
- Linda de Mol (TROS 1989; eenmalig)
- Irene Moors (RTL Véronique 1989)
- Elisabeth Mooy (AVRO 1959-1966, 1973-1976)
- Henk Mouwe (NCRV 1982-1992)
- Wim Neijman (IKON)
- Ivo Niehe (TROS 1974-1975; invaller)
- Edvard Niessing (KRO 1977-1990)
- Hein van Nievelt (TROS 1972-1980)
- Els Nijssen (NCRV 1963-1973)
- Hanneke Nutbey (TROS 1969-1970)
- Chimène van Oosterhout (TROS 1997-1998), (Veronica/Yorin 1998-2003)
- Alice Oppenheim (AVRO 1968-1975)
- Şenay Özdemir (TROS 1993-1996, 1999-2000)
- Paula Patricio (VARA 1987-1993)
- Milika Peterzon (TROS 1984-1986)
- Marijke Philips (TV Noordzee 1964), (VPRO 1967-1969)
- Cindy Pielstroom (Veronica/Yorin 1997-2003)
- Jacques Plafond (VPRO; eenmalig op 13 september 1987)
- Harmke Pijpers (VPRO 1974-1979, 1981-1998)
- Sonja van Proosdij (AVRO 1969)
- Jur Raatjes (NOS, NOT 1985-1995)
- Nen van Ramshorst (EO 1970-1980)
- Marion Reuvencamp (VPRO 1963, 1965-?)
- Lydeke Roelfsema (EO 1981-1988)
- Noortje Roll (NOS, NOT 1973-1988)
- Carin de Ronde (TROS 1988-1992)
- Jeanne Roos (NTS 1951)
- Anita Roseboom (TROS 1979-1980)
- Netty Rosenfeld (AVRO 1951-1952)
- Christa Rosier (EO 1984-1996)
- Julia Samuël (Veronica/Yorin 1986-2003)
- Monique van der Sande (AVRO 1983-1985)
- Anniko van Santen (RTL Véronique 1989-1990)
- Léonie Sazias (Veronica 1980-1985), (TROS 1989-1990; invalster)
- Bep Schäfer (Philips Experimentele Televisie 1950)
- Mary Schuurman (TROS 1966-1977)
- Ageeth Scherphuis (AVRO 1956-1966)
- Marceline Schopman (VARA 1989-1992)
- Thari Schröder (NCRV 1985-1991), (NOT 1987-1989)
- Milou Schwirtz (Veronica 1993-1994)
- Astrid Serkei (Feduco 1985-1987)
- Petra van Seventer (NOS, NOT 1973-1989)
- Sonja Silva (Yorin 2001-2003)
- Sander Simons (KRO 1984-1988)
- Dore Smit (IKON 1960-1988)
- Joop Smits (VARA 1961-1987)
- Marcel Snijders (NOT, Teleac/NOT 1990-1998)
- Leonie Speelman (NCRV 1992)
- Rietje Spelberg-de Jongste (VPRO 1953; eenmalig)
- Humberto Tan (AVRO 1991-1992)
- Caroline Tensen (Veronica 1986-1989), (RTL Véronique 1989)
- Manon Thomas (RTL Véronique 1989-1990)
- Hans van der Togt (AVRO 1976-1989)
- Han Tonnon (TROS 1984-1987)
- Ineke Trebert (TROS 1970; invalster)
- Eveline Velsen (KRO 1968-1970)
- Tineke Verburg (TROS 1979-1984)
- Gallyon van Vessem (TROS 1991-1995)
- Ad Visser (AVRO 1985-1989)
- Jos van Vliet (AVRO 1975-1976)
- Gerrit Vonk (NCRV)
- Manon Louise de Vries (TV Plus begin jaren '90)
- Saskia de Vries (Feduco 1987-1988)
- Renee Waterman (NIK/Menora 1981)
- Maartje van Weegen (KRO 1973-1980)
- Ilse Wessel (AVRO 1963-1969), (Humanistisch Verbond 1973-1977)
- Hans van Willigenburg (KRO 1969-1989)
- Anita Witzier (Veronica 1988-1994)
- Hermine Wubs (EO 1991-1996)

### Radio
- Jopie Allema (VARA)
- Anneke Bakker (AVRO)
- Henk van den Berg (AVRO)
- Henk van den Berg (NCRV)
- Frits Bloemink (KRO)
- Henriëtte Boas (BBC, Radio Oranje)
- Johan Bodegraven (NCRV)
- Vivian Boelen (KRO)
- Jan Boots (AVRO)
- Aad Bos (VARA)
- Lex Braamhorst (AVRO)
- Sylvia Braamhorst (AVRO)
- Hendrik van den Broek (Radio Herrijzend Nederland)
- Els Buitendijk (NCRV)
- Hetty Bijleveld (NCRV)
- Annemarie Coebergh (Radio Luxembourg)
- Fons Disch (KRO)
- Martha Doyle (KRO)
- Ellen van Eck (Veronica)
- Herman Emmink (VARA, AVRO)
- Ab van Eyk (NCRV)
- Menno Feenstra (NCRV)
- Herman Fikkert (KRO)
- Cor Galis (VPRO)
- Evert Garretsen (VARA)
- Max Groen (Veronica)
- Hans Hering (AVRO)
- Jan van Herpen (AVRO)
- Gerard Hoek (NCRV)
- Bob van der Houven (KRO, Radio 4)
- Audrey van der Jagt (AVRO)
- Jacob de Jong (NCRV)
- Jan van Kampenhout (KRO)
- Emile Kellenaers (AVRO)
- Kirsten Kleinsma (NCRV)
- Lex Lammen (KRO)
- Onno Liebert (AVRO)
- Ger Lugtenburg (AVRO)
- Donald de Marcas (KRO, RNWO, NOS, VARA en IKOR, later IKON)
- Jaap van Meekren (AVRO)
- Mieke Melcher (AVRO)
- Henk Mouwe (NCRV)
- Peter van Niehof (KRO)
- Jan Niemeijer (NCRV)
- Edvard Niessing (KRO)
- Karel Nort (AVRO)
- Jeroen Pauw (EO)
- Léon Povel (KRO)
- Winfried Povel (KRO)
- Karel Prior (AVRO, NOS, NRU, TROS, VARA, Radio Noordzee Internationaal)
- Bert Radersma (KRO)
- Gerard Reitsma (KRO, VARA)
- Netty Rosenfeld (AVRO)
- Léonie Sazias (MAX)
- Flip van der Schalie (AVRO)
- Coen Serré (VARA)
- Joop Smits (VARA)
- Paul Speet (KRO)
- Anneke van der Stroom (NCRV)
- Frits Thors (AVRO, Herrijzend Nederland)
- Frits van Turenhout (KRO)
- Willem Vogt (HDO, AVRO)
- Gerrit Vonk (NCRV)
- Gerard de Vries (TROS)
- Meta de Vries (AVRO)
- Alexander van Waijenburg (KRO)
- Guus Weitzel (NOV, AVRO)
- Ilse Wessel (AVRO, Wereldomroep)
- Hans van Willigenburg (KRO)

## Bekende omroepers en omroepsters in Vlaanderen
De VRT is per 16 juli 2015 (na 62 jaar) gestopt met de programma-aankondigingen door de omroepers/omroepsters. Andrea Croonenberghs, Geena Lisa Peeters, Eva Daeleman en Saartje Vandendriessche namen gezamenlijk afscheid van de kijkers.
VTM, VT4, VijfTV en Kanaal 2 stopten al in een eerder stadium met de omroepers/omroepsters.

### NIR / BRT / BRTN / VRT (publiek)
Overzicht op alfabetische volgorde
- Sabine Appelmans (2001-2002)
- Luc Appermont (1972-1989)
- Irène Beval (1953) - allereerste omroepster[1]
- Rita Boelaert (1972-1987)
- Niki Bovendaerde (?-1971)
- Sonja Cantré (?-1971)
- Emmy Cassiman (1961-?)
- Paul Codde (1972-1997)
- Andrea Croonenberghs (1989-2015)
- Rani De Coninck (1994-1997)
- Eva Daeleman (2011-2015)
- Monique Delvaux (1959-1972)
- Nathalie Demedts (1994-1997)
- Walter De Meyere (1972)
- Nadine De Sloovere (1969-1989)
- Aimée De Smet (1959-1971)
- Jo De Poorter (1989-1992)
- Sabine De Vos (1992-2000)
- Sophie Dewaele (1997-2003)
- Rachel Frederix (1974-1989)
- Bettina Geysen (1997-1998)
- Theresa Ghysens (1972-1990)
- Evy Gruyaert (2001-2013)
- Riet d’Haeyer (1972-1990)
- Pim Lambeau (1953)
- Lut Leysen (1972-1997)
- Ivonne Lex (1953)
- Denise Maes
- Geena Lisa Peeters (2000-2015)
- Alexandra Potvin (1994-2000)
- Martine Prenen (1997-2002)
- Katja Retsin (2002-2008, 2009-2011)
- Paula Sémer (1953-1970)
- Bruno Schevernels (1974-1990)
- Nora Steyaert (1953-?)
- Annelies Vaes (1970-1971)
- Dieter Vandepitte (2002)
- Ilse Van den Broeck (1989-1990)
- Saartje Vandendriessche (2005-2015)
- Terry Van Ginderen (1954-1979)
- Sandrine Van Handenhoven (2008-2009)
- Birgit Van Mol (1994-1997)
- Gert Verhulst (1987-1997)
- Johan Verstreken (1989-1999)
- Yasmine (2002-2009)

### VTM (commercieel)
- Marlène de Wouters d'Oplinter (1989-2001)
- Lynn Wesenbeek (1989-2001)
- Anne De Baetzelier (1989-2007)
- Daisy Van Cauwenbergh (1990-2003)
- Francesca Vanthielen (1994-2004)
- Pascale Naessens (1994-2006)
- Ilse De Meulemeester (1997-2004)
- Els Tibau (1997-2007)
- Hanne Troonbeeckx (2003-2004)
- Elke Vanelderen (2003-2008)
- Tess Goossens (2004-2008)
- Erika Van Tielen (2007-2008)

### VT4 (commercieel)
- Isabelle A
- Tom Van Landuyt
- Vandana De Boeck
- Inge Moerenhout
- Kadèr Gürbüz
- Saartje Vandendriessche (2003-2004)
- Nele Respen
- Marjan Duchesne (2002-2004)
- Goedele Van Ruysevelt
- Liesbeth Vannut
- Véronique De Kock
- Hanne Troonbeeckx
- Ilse De Meulemeester
- Cara Van der Auwera
- Ann Van Elsen

### VIJFtv (commercieel)
- Gene Thomas
- Sophie Dewaele
- Els Tibau

### Kanaal 2 (commercieel)
- Véronique De Kock
- Geena Lisa Peeters (1996-1998)